# Emesh
En la antigua Mesopotamia Emes fue un dios de la vegetación, bosques y campos. Fue creado por deseo de Enki, para que estos fueran su responsabilidad y es hermano de Enten, dios campesino. Emes es comúnmente asociado al verano y a la abundancia.